# مارك إدواردز (لاعب كرة قدم أمريكية)
مارك إدواردز (بالإنجليزية: Marc Edwards)‏ هو لاعب كرة قدم أمريكية أمريكي، ولد في 17 نوفمبر 1974 في سينسيناتي في الولايات المتحدة.

## وصلات خارجية
- مارك إدواردز على موقع مرجع كرة القدم المحترفة.كوم (الإنجليزية)